# Morden i Helsingör
Morden i Helsingör (danska: Sommerdahl) är en dansk-tysk kriminalserie regisserad av Kenneth Kainz och Carsten Myllerup Annika Appelin, Charlotte Sach Bostrup från 2020 som hade svensk premiär på TV4, TV4 Play och C More den 18 juni 2020. Den första säsongen bestod av åtta avsnitt. Säsong 7 spelas in 2025
Serien är löst baserad på Anna Grues böcker om reklammannen och privatdetektiven Dan Sommerdahl.

## Handling
Serien handlar om den framgångsrike polisen Dan Sommerdahl. Han löser mordfall tillsammans med sin kollega Flemming i Helsingör. Hans äktenskap med kriminalteknikern Marianne knakar i fogarna. Sommerdahl är också ovetande om den hemlighet som Flemming bär på.

## Rollista (i urval)
- Peter Mygind - Dan Sommerdahl
- André Babikian - Flemming Torp
- Laura Drasbæk - Marianne Sommerdahl
- Laura Kjær - Laura Sommerdahl
- Peter Gantzler - Svend
- Lotte Andersen - Hanegaard